# ان‌جی‌سی ۷۴۶۹
ان‌جی‌سی ۷۴۶۹ به انگلیسی: NGC 7469 کهکشان مارپیچی میانی در صورت فلکی پگاسوس است. NGC 7469 حدود ۲۰۰ میلیون سال نوری از زمین فاصله دارد، به این معنی که با توجه به ابعاد ظاهری آن، عرض NGC 7469 تقریباً ۹۰۰۰۰ سال نوری است. توسط ویلیام هرشل در ۱۲ نوامبر ۱۷۸۴ کشف شد. NGC 7469 کهکشان Seyfert نوع I است که با هسته روشن آن مشخص می‌شود.